# Elecciones municipales de Huancayo de 1986
Las elecciones municipales de Huancayo de 1986 se llevaron a cabo el 9 de noviembre de 1986 para elegir al alcalde y al Concejo Provincial de Huancayo para el periodo 1987-1989. La elección se celebró simultáneamente con elecciones municipales en todo el país.
Al igual que en el resto del país, la campaña electoral estuvo marcada por una intensa violencia política y una serie de atentados perpetrados por Sendero Luminoso, cuyo punto culminante fue el asesinato de Angélica Quintana, candidata aprista al concejo municipal de Huancayo, ocurrido apenas el día anterior a las elecciones. Asimismo, la campaña se distinguió por los intentos de asociar a Izquierda Unida con el terrorismo. En este contexto, un militante izquierdista fue asesinado por miembros apristas en Pilcomayo, mientras que los militares llevaron a cabo actos de intimidación y amenazas contra izquierdistas que realizaban campaña en Chupaca.
Ricardo Bohórquez Hernández, entonces regidor y candidato aprista, ganó las elecciones, derrotando a Juan Tutuy Aspauza, alcalde izquierdista titular y aspirante a la reelección. Tutuy había asumido el cargo tras el asesinato de su antecesor, Saúl Muñoz Menacho, a manos de Sendero Luminoso pocos meses después de iniciar su gestión. Sin embargo, ambos candidatos también se convertirían en víctimas de la violencia subversiva: Bohórquez sufrió un atentado en enero de 1989, en el que recibió tres impactos de bala, a menos de un año de finalizar su mandato mientras que Tutuy, injustamente detenido bajo acusaciones de terrorismo, sufrió la destrucción de su vivienda con dinamita por parte de los senderistas en abril de 1987.
En los concejos distritales, el Partido Aprista Peruano logró su mayor triunfo histórico en la provincia de Huancayo, al asumir el control de más de treinta concejos, cuadruplicando los resultados obtenidos en las elecciones anteriores y representando más de cuatro quintas partes del total de distritos de la provincia. Hasta la fecha, ningún otro partido político ha logrado una victoria tan contundente. Por su parte, Izquierda Unida consiguió la victoria en los pocos distritos restantes, aunque sufrió un notable retroceso debido al avance significativo del aprismo. Además, por primera vez desde 1966, ninguna lista independiente logró ganar en alguna alcaldía distrital.

## Sistema electoral
La Municipalidad Provincial de Huancayo es el órgano administrativo y de gobierno de la provincia de Huancayo. Está compuesta por el alcalde y el Concejo Provincial.
La votación del alcalde y el concejo se realiza en base al sufragio universal, que comprende a todos los ciudadanos nacionales mayores de dieciocho años, empadronados y residentes en la provincia de Huancayo y en pleno goce de sus derechos políticos, así como a los ciudadanos no nacionales residentes y empadronados en la provincia de Huancayo.
El Concejo Provincial de Huancayo está compuesto por 19 regidores elegidos por sufragio directo para un período de tres (3) años, en forma conjunta con la elección del alcalde (quien lo preside). La votación es por lista cerrada y bloqueada. Se asigna a la lista ganadora los escaños según el método d'Hondt o la mitad más uno, lo que más le favorezca.

## Composición del Concejo Provincial de Huancayo
La siguiente tabla muestra la composición del Concejo Provincial de Huancayo antes de las elecciones.
| Partidos | Partidos                  | Regidores |
| -------- | ------------------------- | --------- |
|          | Izquierda Unida           | 11        |
|          | Partido Aprista Peruano   | 4         |
|          | Acción Popular            | 3         |
|          | Partido Popular Cristiano | 1         |

## Partidos y candidatos
A continuación se muestra una lista de los principales partidos y alianzas electorales que participaron en las elecciones:
| Candidatura | Candidatura | Partidos y alianzas | Candidatos | Candidatos                  | Ideología                                               | Resultado previo | Resultado previo | Ref. |
| Candidatura | Candidatura | Partidos y alianzas | Candidatos | Candidatos                  | Ideología                                               | Votos (%)        | Reg.             | Ref. |
| ----------- | ----------- | --- | ---------- | --------------------------- | ------------------------------------------------------- | ---------------- | ---------------- | ---- |
|             | IU          | Lista - Izquierda Unida (IU) – Unión de Izquierda Revolucionaria (UNIR) – Partido Unificado Mariateguista (PUM) – Partido Socialista Revolucionario (PSR) – Partido Comunista Revolucionario (PCR) – Partido Comunista Peruano (PCP) – Frente Obrero Campesino Estudiantil y Popular (FOCEP) |            | Juan Tutuy Aspauza          | Marxismo-leninismo Mariateguismo Socialismo democrático | 30.64%           | 11               |      |
|             | APRA        | Lista - Partido Aprista Peruano (APRA) |            | Ricardo Bohórquez Hernández | Aprismo                                                 | 29.76%           | 4                |      |
|             | PPC         | Lista - Partido Popular Cristiano (PPC) |            | Walter Arauco Camargo       | Conservadurismo social Humanismo Democracia cristiana   | 16.38%           | 1                |      |
|             | IND         | Lista - Lista Independiente Avanzada Democrática de Integración |            | Francisco Calle Hayen       | Localismo huancaíno                                     | Nuevo            | Nuevo            |      |

## Resultados

### Sumario general
|                        |                                                         |              |              |              |           |           |
| Partidos y coaliciones | Partidos y coaliciones                                  | Voto popular | Voto popular | Voto popular | Regidores | Regidores |
| Partidos y coaliciones | Partidos y coaliciones                                  | Votos        | %            | ±pp          | Total     | +/−       |
|                        | Partido Aprista Peruano (APRA)                          | 66,619       | 52.23        | +22.47       | 10        | +6        |
|                        | Izquierda Unida (IU)                                    | 49,211       | 38.58        | +7.94        | 8         | –3        |
|                        | Partido Popular Cristiano (PPC)                         | 10,506       | 8.24         | –8.14        | 1         | ±0        |
|                        | Lista Independiente Avanzada Democrática de Integración | 1,224        | 0.96         | n/a          | 0         | ±0        |
|                        |                                                         |              |              |              |           |           |
| Total                  | Total                                                   | 127,560      |              |              | 19        | ±0        |
|                        |                                                         |              |              |              |           |           |
| Votos válidos          | Votos válidos                                           | 127,560      | 94.79        | +14.70       |           |           |
| Votos en blanco        | Votos en blanco                                         | 1,247        | 0.93         | –5.09        |           |           |
| Votos nulos            | Votos nulos                                             | 5,767        | 4.29         | –9.60        |           |           |
| Votos emitidos         | Votos emitidos                                          | 134,574      | 69.48        | +6.94        |           |           |
| Abstenciones           | Abstenciones                                            | 59,104       | 30.52        | –6.94        |           |           |
| Votantes registrados   | Votantes registrados                                    | 193,678      |              |              |           |           |
|                        |                                                         |              |              |              |           |           |
| Fuente:                |                                                         |              |              |              |           |           |

### Concejo Provincial de Huancayo
| Cargo                           | Autoridad electa            | Partido político | Partido político          |
| ------------------------------- | --------------------------- | ---------------- | ------------------------- |
| Alcalde Provincial de Huancayo  | Ricardo Bohórquez Hernández |                  | Partido Aprista Peruano   |
| Regidor Provincial de Huancayo  | Sergio Cárdenas Alarcón     |                  | Partido Aprista Peruano   |
| Regidor Provincial de Huancayo  | Alberto Guzmán Ramos        |                  | Partido Aprista Peruano   |
| Regidor Provincial de Huancayo  | Roberto Mauricio Villaverde |                  | Partido Aprista Peruano   |
| Regidor Provincial de Huancayo  | Armando Ricse Suasnabar     |                  | Partido Aprista Peruano   |
| Regidor Provincial de Huancayo  | Pedro Porta Hinojosa        |                  | Partido Aprista Peruano   |
| Regidor Provincial de Huancayo  | Alejandrino Correa Valdivia |                  | Partido Aprista Peruano   |
| Regidor Provincial de Huancayo  | Lionel Pinedo Palomino      |                  | Partido Aprista Peruano   |
| Regidor Provincial de Huancayo  | César Espinoza Sueldo       |                  | Partido Aprista Peruano   |
| Regidor Provincial de Huancayo  | Próspero Toralva Bernuy     |                  | Partido Aprista Peruano   |
| Regidor Provincial de Huancayo  | Luis Torres Garay           |                  | Partido Aprista Peruano   |
| Regidor Provincial de Huancayo  | Víctor Villarreal Sifuente  |                  | Izquierda Unida           |
| Regidor Provincial de Huancayo  | Alejandro Romero Tovar      |                  | Izquierda Unida           |
| Regidor Provincial de Huancayo  | Juan Baquerizo Baldeón      |                  | Izquierda Unida           |
| Regidor Provincial de Huancayo  | Carlos Zecenarro Mateus     |                  | Izquierda Unida           |
| Regidor Provincial de Huancayo  | Jorge Sono Pozo             |                  | Izquierda Unida           |
| Regidor Provincial de Huancayo  | Raúl Córdova Morán          |                  | Izquierda Unida           |
| Regidora Provincial de Huancayo | Juana Chung Ching           |                  | Izquierda Unida           |
| Regidor Provincial de Huancayo  | José Magán Malafaya         |                  | Izquierda Unida           |
| Regidor Provincial de Huancayo  | Hernán Espinoza Cárdenas    |                  | Partido Popular Cristiano |

## Elecciones municipales distritales

### Resultados por distrito
La siguiente tabla enumera el control de los distritos de la provincia de Huancayo. El cambio de mando de una organización política se resalta del color de ese partido.
| Distrito                  | Alcalde(sa) titular         | Partido político | Partido político          | Alcalde(sa) electo(a)          | Partido político | Partido político        |
| ------------------------- | --------------------------- | ---------------- | ------------------------- | ------------------------------ | ---------------- | ----------------------- |
| Áhuac                     | Vidal Camarco Conde         |                  | Izquierda Unida           | Sulpicio Guerra Cárdenas       |                  | Partido Aprista Peruano |
| Carhuacallanga            | Grimalda Eulogio Sulluchuco |                  | Partido Aprista Peruano   | Rufino Laura Eulogio           |                  | Izquierda Unida         |
| Chacapampa                | Pedro Córdova Lifonzo       |                  | Izquierda Unida           | Sixto Córdova Guevara          |                  | Partido Aprista Peruano |
| Chicche                   | Víctor Lozano Lozano        |                  | Izquierda Unida           | Flores Orihuela Lozano         |                  | Partido Aprista Peruano |
| Chilca                    | Edgard Reymundo Mercado     |                  | Izquierda Unida           | Manuel Gálvez Caballero        |                  | Partido Aprista Peruano |
| Chongos Alto              | Gumercindo Verano Ayllón    |                  | Izquierda Unida           | Rudecindo Machacuay de la Cruz |                  | Izquierda Unida         |
| Chongos Bajo              | Andrés López Balbín         |                  | Partido Aprista Peruano   | Pedro Macha Gutarra            |                  | Partido Aprista Peruano |
| Chupaca                   | Román López Lazo            |                  | Izquierda Unida           | Augusto Palacios Córdova       |                  | Partido Aprista Peruano |
| Chupuro                   | Jesús Canahualpa Chávez     |                  | Lista Independiente N° 3  | Donayre García Munive          |                  | Partido Aprista Peruano |
| Colca                     | Melecio Hospinal Pozo       |                  | Partido Popular Cristiano | Esteban Cerrón Olivera         |                  | Izquierda Unida         |
| Cullhuas                  | Serapio Romero Anselmo      |                  | Acción Popular            | Avelino Palián Flores          |                  | Partido Aprista Peruano |
| El Tambo                  | Sergio Cárdenas Alarcón     |                  | Partido Aprista Peruano   | Víctor Esquén Sánchez          |                  | Partido Aprista Peruano |
| Huáchac                   | Valois García Gutiérrez     |                  | Acción Popular            | Fidencio Vílchez López         |                  | Partido Aprista Peruano |
| Huacrapuquio              | Pedro Mattos Castañeda      |                  | Partido Aprista Peruano   | David Sinche Inga              |                  | Partido Aprista Peruano |
| Hualhuas                  | Israel Miguel Zacarías      |                  | Acción Popular            | Gamaniel Gamarra Véliz         |                  | Partido Aprista Peruano |
| Huamancaca Chico          | Yoder Arauco Jaimes         |                  | Izquierda Unida           | Héctor Baltazar Roldán         |                  | Partido Aprista Peruano |
| Huancán                   | Guillermo Pérez Ticse       |                  | Izquierda Unida           | Florencio Tovar Cristóbal      |                  | Partido Aprista Peruano |
| Huasicancha               | Germán Ojeda Ramos          |                  | Partido Aprista Peruano   | Urbano Pomayay Cahuana         |                  | Partido Aprista Peruano |
| Huayucachi                | Romulo Marmolejo Romero     |                  | Izquierda Unida           | Óscar Carhuallanqui Ceballos   |                  | Partido Aprista Peruano |
| Ingenio                   | Juan Rodríguez Oré          |                  | Acción Popular            | Justo Basaldua Zamudio         |                  | Izquierda Unida         |
| Pariahuanca               | Irineo Escobar García       |                  | Acción Popular            | Julio Gonzales Oré             |                  | Izquierda Unida         |
| Pilcomayo                 | Arnaldo Ramos Palacios      |                  | Acción Popular            | Milán Gutarra Lazo             |                  | Partido Aprista Peruano |
| Pucará                    | Valeriano Vila Albiño       |                  | Izquierda Unida           | Federico Delso Ambrosio        |                  | Partido Aprista Peruano |
| Quichuay                  | Teodoro Cotera Auqui        |                  | Acción Popular            | Pedro Suazo Payano             |                  | Partido Aprista Peruano |
| Quilcas                   | Felipe Meza Rodríguez       |                  | Izquierda Unida           | Óscar Rivera Carhuachin        |                  | Partido Aprista Peruano |
| San Agustín               | Dionisio Aguirre de la Cruz |                  | Acción Popular            | Ernesto Veli Galindo           |                  | Partido Aprista Peruano |
| San Jerónimo de Tunán     | Efraín Ulloa Baldeón        |                  | Izquierda Unida           | Romeo Véliz Chacón             |                  | Partido Aprista Peruano |
| San Juan de Jarpa         | Jesús Rojas Salvatierra     |                  | Izquierda Unida           | Benedicto Melgar Quispealaya   |                  | Partido Aprista Peruano |
| San Juan de Yscos         | Pedro Casas Cárdenas        |                  | Izquierda Unida           | Eusebio Velásquez Rivera       |                  | Partido Aprista Peruano |
| Santo Domingo de Acobamba | Andrés Melgar Córdova       |                  | Acción Popular            | Donato Álvarez Campos          |                  | Partido Aprista Peruano |
| Saño                      | Rómulo Hinostroza Bazán     |                  | Izquierda Unida           | César Camayo Pérez             |                  | Partido Aprista Peruano |
| Sapallanga                | Luis Rivera Cárdenas        |                  | Izquierda Unida           | Albino Remuzgo Coronel         |                  | Partido Aprista Peruano |
| Sicaya                    | José Villanueva Vílchez     |                  | Izquierda Unida           | Jesús Gutarra Carhuamaca       |                  | Partido Aprista Peruano |
| Tres de Diciembre         | Emiberto Chávez Castañeda   |                  | Acción Popular            | Juan Arteaga Lara              |                  | Partido Aprista Peruano |
| Viques                    | Esteban Marín Limaymanta    |                  | Partido Aprista Peruano   | Félix Porras Ticllas           |                  | Partido Aprista Peruano |
| Yanacancha                | Jeremías Huaynalaya Archi   |                  | Lista Independiente N° 3  | Mauro Camayo Macha             |                  | Partido Aprista Peruano |